# Walter Rirsch
Walter Rirsch (* 13. August 1918; † April/Mai 1982) war ein österreichischer Fußballspieler auf der Position eines Stürmers und Mittelläufers.

## Karriere

### Von den Donaufelder Rasenspielern zur Wiener Austria
Walter Rirsch wurde am 13. August 1918 geboren; als 18-Jähriger schaffte er den Sprung in die Herrenmannschaft des FK Austria Wien, die er ab der Saison 1936/37 vertrat. Bereits um 1935 scheint ein Wasserballspieler mit dem Familiennamen Rirsch bei der zweiten Wasserballmannschaft der Austria auf; eventuell kam Walter Rirsch über den Wasserball zum Fußball. Vor seinem Wechsel zur Austria war er bereits für die Donaufelder Rasenspieler aktiv. In der vom WFV ausgetragenen Liga, die zur damaligen Zeit noch ausnahmslos aus Wiener Vereinen bestand, erreichte er in seiner ersten Spielzeit als Profi den zweiten Tabellenplatz hinter (aber auch punktegleich mit) der Wiener Admira. In der vom Nationalliga-Komitee ausgerichteten Nationalliga 1937/38 startete er für den FK Austria Wien und beendete die Spielzeit für den SC Ostmark Wien, nachdem der Klub nach dem Anschluss Österreichs am 12. April 1938 per Geheiß von SA-Sturmbannführer Herbert Haldenwang zwangsweise umbenannt wurde. Mit Ostmark Wien belegte er am Ende hinter dem Vizemeister Wiener Sport-Club und Meister Rapid Wien den dritten Tabellenplatz. Der Kontrollausschuss des Wiener Fußball-Verbandes nahm bei der Sitzung vom 28. Februar 1938 zur Kenntnis, dass Rirsch von seinem Verein streng gerügt wurde; ein Grund hierfür wird in dem Zeitungsartikel vom Fußball-Sonntag des 6. März 1938 nicht erwähnt. In der vom Fachamt Fußball ausgetragenen Fußball-Gauliga Ostmark 1938/39 erreichte die Austria bei lediglich 18 Meisterschaftsspielen den sechsten Rang und damit einen Platz im Tabellenmittelfeld. Mit seinem Sturmpartner Johann Safarik stellte die Austria den zweitbesten Torschützen dieser Saison. Im Tschammerpokal 1938, in dem die Mannschaft im Viertelfinale in der Ausscheidungsrunde Ostmarkauf den Grazer SC traf, gelang Rirsch bei der 2:3-Niederlage seiner Mannschaft in der zwölften Spielminute die 1:0-Führung. Während dieser Zeit gehörte Rirsch allerdings auch noch zur Reserve der Austria.

### Torgefährlicher Mittelstürmer bei der Austria und kurzweilige Rückkehr nach Donaufeld
In der in 14 Ligaspielen ausgetragenen Fußball-Sportbereichsklasse Ostmark 1939/40 reichte es für die Austria auch nur für einen sechsten Platz in der auf acht Mannschaften begrenzten Liga. Ebenfalls 1939/40 repräsentierte Rirsch die Gauliga Ostmark im Reichsbundpokal 1939/40. Nach einem 3:1-Sieg über die Auswahlmannschaft der Gauliga Sudetenland im Achtelfinale und einem 6:1-Kantersieg über die Auswahl der Gauliga Schlesien im Viertelfinale traf die Mannschaft im Halbfinale auf eine Auswahl der Gauliga Bayern und verlor dieses Spiel mit 0:2. Die Angriffsreihe der Ostmark in zumindest dem letzten Spiel bildete Karl Zischek – Wilhelm Hahnemann – Ernst Reitermaier – Walter Rirsch – Josef Hronek. Auch in der nachfolgenden Spielzeit 1940/41 zählte die Austria nicht zu den führenden Mannschaften im Titelrennen und belegte am Ende dieser Saison den vierten Platz. Bereits während der laufenden Saison 1940/41 gab Rirsch die Absicht bekannt, entweder zum Sportklub Wacker oder zu seinem Stammverein, den Donaufelder Rasenspielern wechseln zu wollen. Kurz darauf wechselte Rirsch zu seinem Stammverein, bei dem er am 1. Dezember 1940 sein erstes Pflichtspiel absolvierte.

### Einjährige Sperre nach tätlichem Angriff auf Mitspieler
Danach dürfte Rirsch nur kurzzeitig für die Donaufelder Rasenspieler aktiv gewesen sein, denn bereits am 15. März 1941 berichtete die Kleine Volks-Zeitung, dass Rirsch, der zu diesem Zeitpunkt hinter Franz Binder vom SK Rapid Wien auf dem zweiten Platz der ligaweiten Torschützenliste rangierte, für die nachfolgenden Partien der Austria verletzungsbedingt ausfallen werde, nachdem er sich im Spiel gegen den Grazer SC eine Knieverletzung zugezogen hatte. In einem Bericht der Illustrierten Kronen-Zeitung vom 26. Mai 1941 hieß es, dass Rirsch nach seinem Bänderriss bald wieder in das Training der Wiener Austria einsteigen werde. Im August 1941 hieß es plötzlich, dass sich Rirsch in nächster Zeit nicht mehr bei der Austria, sondern in Krems beim dortigen Kremser SC sportlich betätigen werde. Bei den Kremsern fiel er disziplinär auf, als er bereits kurz nach seinem Wechsel nach einer Tätlichkeit gegenüber einem Mitspieler eine zweimonatige Sperre ausfasste. Rund drei Monate später war die Austria mit Walter Rirsch am Rasen als amtierender Herbstmeister einer größtenteils aus Jugendspielern bestehenden Mannschaft des SC Wacker Wien am Wacker-Platz im letzten Spiel des Herbstdurchgangs, einem Nachtragsspiel der dritten Runde, klar mit 0:7 unterlegen. Rirsch war nach groben Foulspiel ausgeschlossen worden, ebenso seine Teamkameraden Mock und Adamek aufgrund Kritisieren des Schiedsrichters. Ein weiterer Teamkollege, Leopold Stroh, griff nach der Begegnung den Schiedsrichter tätlich an.
Rirsch wurde in weiterer Folge für ein Jahr gesperrt, Stroh erhielt eine Sperre von neun Monaten und Adamek fasste eine Sperre von vier Monaten aus; verhältnismäßig glimpflich kamen Karl Andritz, der ebenfalls ein unsportliches Verhalten gegenüber dem Schiedsrichter an den Tag legte, mit vier Wochen und Hans Mock, der davor als unbescholten galt, mit zwei Wochen davon. Während bei einem Großteil der anderen Spieler die Strafen offenbar deutlich verkürzt wurden, musste Rirsch seine einjährige Sperre aussitzen. Ob er, wie ein Teil seiner Kollegen in dieser Zeit weiterhin seinen Kriegsdienst versah und eventuell mit den Kollegen Mock und Jerusalem an der Ostfront kämpfte, kann nicht mit Sicherheit gesagt werden. Die Spielzeit 1941/42, die gleichzeitig die erste Saison in der Gauliga Donau-Alpenland war, beendete die Austria in seiner Abwesenheit auf Rang 4. Vor und gegebenenfalls auch nach seiner Sperre dürfte er unter Reichstrainer Sepp Herberger eine Rolle gespielt haben; jedoch wurde Rirsch nie für einen offiziellen Länderspieleinsatz berücksichtigt.

### Rückkehr nach der Sperre und abermalige Knieverletzung
Erst im Dezember 1942 scheint Rirsch wieder in einem offiziellen Meisterschaftsspiel der Austria auf. In den nächsten Spielzeiten 1942/43 und 1943/44 kam der Mittelstürmer und Mittelläufer Rirsch, der als einer der besten Torschützen seiner Mannschaft während dieser Zeit zählte, mit der Austria jeweils nur auf den fünften Tabellenrang im Endklassement. Während der Saison 1943/44 fiel Rirsch für einige Zeit aus, nachdem er sich am 31. Oktober 1943 in einem Spiel abermals am Knie verletzt hatte. Ende Februar 1944 wurde in den österreichischen Medien die Rückkehr des Mittelläufers aus seiner Verletzungspause bekanntgegeben; in den Begegnungen vor seiner Verletzung hatte er als sogenannter Deckungspilot ausgezeichnete Leistungen gezeigt, weshalb man ihm höhere Aufgaben in Aussicht stellte. In der darauffolgenden Saison 1944/45, in der aufgrund des Kriegsverlaufs sämtliche Spielklassen nach und nach ihren Spielbetrieb abbrachen, kam Rirsch noch für die Austria zum Einsatz. Medienberichten zufolge wechselte er daraufhin nach Kriegsende im Sommer 1945 zusammen mit seinem Austria-Teamkollegen Friedl Joksch nach Jedlesee zur Admira Wien. Zu ebendieser Zeit wurde auch berichtet, dass sich Rirsch bereits bei der Austria abgemeldet hätte. Ende August 1945 hieß es wiederum, dass der Mittelstürmer zu seinem Stammverein nach Donaufeld zurückkehren wollte, aber auch, dass es bereits zu ernsten Verhandlungen mit dem SC Wacker Wien gekommen sei, Rirsch sich am Ende aber doch dazu entschlossen hätte, bei der Austria zu bleiben.

### Wechsel zum Floridsdorfer SK und Karriereausklang
In der Saison 1945/46 war er ein Sturmpartner von Ernst Stojaspal, dessen großartige Karriere gerade in den Anfängen war und der in dieser Saison mit 34 Treffern in 22 Spielen Torschützenkönig wurde. Mit der Austria belegte er im Endklassement mit einem Punkt Rückstand auf Rapid den zweiten Platz; im Cup 1945/46 war er mit den Violetten bereits im Viertelfinale gegen den Floridsdorfer AC unterlegen. Noch in der Winterpause 1946/47 setzte Rirsch seiner Karriere bei der Austria ein Ende und wechselte stattdessen zum Drittligisten Floridsdorfer SK. Ein Treffer in der neunten Spielrunde bei einem 4:1-Heimsieg über den WAC am 3. November 1946 war der letzte Treffer Rirschs für die Austria. Nach eineinhalb Spielzeiten in der Drittklassigkeit forcierte Rirsch zu Beginn der bereits laufenden Österreichischen Fußballmeisterschaft 1947/48 einen Wechsel zum ebenfalls aus Floridsdorf stammenden Floridsdorfer AC mit Spielbetrieb in Österreichs höchster Fußballliga. Für das Fünftrundenspiel gegen den SK Rapid Wien, das in weiterer Folge in einer klaren 0:5-Niederlage des FAC endete, war Rirsch erstmals spielberechtigt. Am Ende der Saison schrammte er mit dem Floridsdorfer AC noch knapp an einem Abstieg vorbei. Von einer Frankreich-Tournee im Frühsommer 1948 kehrte Rirsch, der zumeist als Mittelläufer fungierte, mit einer Gehirnerschütterung zurück. Zusammen mit drei Teamkollegen vom FAC schloss er sich im Sommer 1948 seinem ehemaligen Ausbildungsverein aus Donaufeld an. Bald darauf trat er auch als Trainer der Donaufelder Fußballer in Erscheinung. Ein weiteres Mal war er in den Jahren 1964 bis 1968 Trainer der Donaufelder.

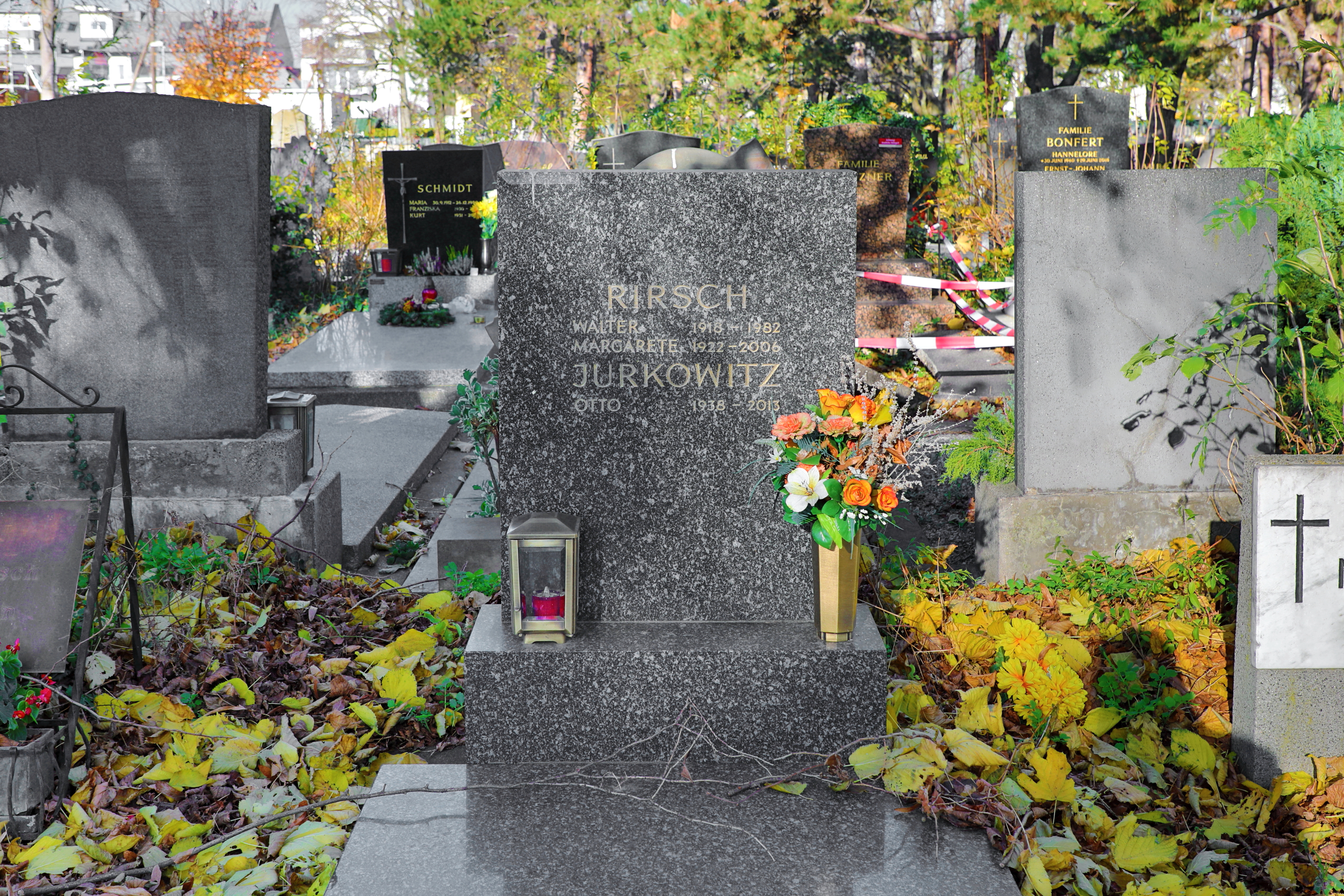
Grabstätte von Walter Rirsch

Über sein weiteres Leben ist kaum mehr etwas bekannt. Im April oder Mai 1982 starb Rirsch, der nach seiner Fußballkarriere als Angestellter tätig war, im Alter von 64 Jahren und wurde am 4. Mai 1982 am Stammersdorfer Zentralfriedhof (Gruppe M, Reihe 9, Nummer 12) im Floridsdorfer Bezirksteil Stammersdorf beerdigt.